# Pave Urban 7.
Pave Urban 7. (4. august 1521 – 27. september 1590) var pave i 13 dage i september 1590. Hans verdslige navn var Giovanni Battista Castagna, og han var fra Genova i Italien. 
Han blev valgt som efterfølger af pave Sixtus V den 15. september, men døde af malaria den 27. september.
Dette gør ham til den pave, der har regeret i den korteste eller næstkorteste tid i historien. Den anden kandidat er pave Stefan 2.
Inden sin tiltrædelse som pave var Giovanni Battista Castagna guvernør i Bologna og ærkebiskop over Rossano.
Han var også nuntius i Spanien, som derfor stærkt støttede hans valg.
Urban 7.s korte periode som pave lagde grunden til den første rygepolitik. Han truede med ekskommunikation af alle, som "tog tobak med ind i våbenhuset eller ind i kirken, hvad enten det var for at tygge det, ryge det i en pibe eller snuse det."